# ウォード＝ベルモント大学
ウォード＝ベルモント大学（Ward–Belmont College）はアメリカ合衆国テネシー州ナッシュビルにあった女子大学。当時『女子神学校』として知られていた。アデリシア・アックレンの南北戦争期建築の地所および邸宅を使用し、教職員棟や学生寮は徐々に前庭に建てられた。中部テネシーの上流階級の家庭により一流のフィニッシングスクールとみなされていたが、学生は上流階級出身者ばかりではなかった。

## 歴史
1865年、ウィリアム・E・ウォードとその妻エリザ・ハドソン・ウォードはテネシー州ナッシュビルに「充実し、完璧な指導、学業、研究」を行なうウォード女子神学校を開校。
1870年、ワシントンD.C.教育局はウォード神学校を全米の女性のための教育機関でトップ3にランク付けした。またスポーツ・チームにも力を入れており、アメリカ合衆国南部で最初の女子バスケットボール・チームとなり、さらに全米でも最初のチームのうちの1つとなった。
1890年9月4日、スーザン・L・ヘロンとアイダ・E・フードにより創立されたベルモント女子大学が開校。アメリカ合衆国北東部の女子校をモデルにし、1850年代に建てられたアデリシア・ヘイズ・アックレン・チーサムの邸宅であるベルモントの中心部15-エーカー (0.061 km2)に設置された。
1913年、ウォード女子神学校とベルモント女子大学は合併し、南部大学学校協会による認定を受けた南部初の短期大学としてウォード＝ベルモント大学が開校。1920年代までに1,200名以上の女性が入学した。
1951年、財政難によりウォード＝ベルモントのキャンパスはテネシー・バプティスト連盟に売却された。このキャンパスはBelmont College (現在のベルモント大学:Belmont University )の創立に使用された。ウォード＝ベルモントの高等部は、ナッシュビルのグリーン・ヒルズに新しくモダンな、寮制でない女子高等学校のハーペス・ホール・スクールとして設立された。
2007年にベルモント大学がテネシー・バプティスト連盟から独立するまで、元のキャンパスはテネシー・バプティスト連盟の保護下にあった。

## 著名な卒業生
- ジーン・フェアクロス - ダグラス・マッカーサーの妻、慈善家
- エリザベス・P・ファーリントン - 『ホノルル・スター・ブレティン』発行者、アメリカ合衆国議会代表者
- クレア・ブース・ルース - 編集者、劇作家
- メアリー・ヴァージニア・マーティン - 女優、歌手、プロードウェイ出演者
- グレース・ムーア - ソプラノ・オペラ歌手、ミュージカルおよび映画女優
- ミニー・パール(本名サラ・コリー・キャノン) - カントリー歌手
- ライラ・アッチソン・ウォレス - 『リーダーズ・ダイジェスト』の共同創刊者